# Michał Garczyk
Michał Garczyk ps. „Kuba”, „Drucik” (ur. 28 września 1900 we wsi Winiary k. Poznania, zm. 17 grudnia 1943 w Poznaniu) – starszy sierżant Wojska Polskiego, powstaniec wielkopolski, uczestnik wojny polsko-bolszewickiej i kampanii wrześniowej; podczas okupacji Polski przez niemiecką III Rzeszę dowódca Lotnego Oddziału Dywersji Bojowej „Kuba” Wielkopolskiego Kierownictwa Związku Odwetu, kierował Akcją Bollwerk, największą akcją sabotażowo-dywersyjną Okręgu Poznań AK.

## Życiorys

### Młodość i kariera wojskowa
Urodził się 28 września 1900 (lub 1901) w Winiarach koło Poznania (obecnie dzielnica tego miasta) w rodzinie robotnika Józefa (1875–1908) i Franciszki z domu Palacz (ur. 1881). W Poznaniu do 1913 uczęszczał do szkoły powszechnej, rozpoczął również naukę zawodu w firmie Siemens, którą kontynuował następnie w Berlinie.
Jesienią 1918 powołany do armii niemieckiej, z której zdezerterował by powrócić do Poznania i wziąć udział w powstaniu wielkopolskim (1918–1919). Podczas powstania służył w jednostkach łączności. Brał udział w wojnie polsko-bolszewickiej (1919–1920), awansowany do stopnia kaprala.
W latach 1920–1921 w służył w Straży Granicznej. W stopniu plutonowego rozpoczął służbę w Centrum Wyszkolenia Łączności w Zegrzu. W 1932 w stopniu starszego sierżanta przeniesiony do 7 batalionu telegraficznego w Poznaniu. Następnie w 1933 pełnił służbę na stanowisku szefa 14 kompanii telegraficznej. W kwietniu 1939 ponownie przydzielony do Zegrza, do organizującego się sztabu łączności Armii „Prusy”.

### II wojna światowa
Walczył w wojnie obronnej. Po zajęciu Polski przez III Rzeszę był ranny i dostał się do niewoli, ale zdołał jednak zbiec z transportu jenieckiego i przez jakiś czas ukrywał się w Grudziądzu.
Posiadając fałszywe dokumenty RD na nazwisko Michael Garczyk, w listopadzie 1940 powrócił do Poznania. Zamieszkał w mieszkaniu przy ul. Umińskiego. Wykorzystując swoje znajomości w środowisku podoficerów Wojska Polskiego rozpoczął organizować swoją grupę konspiracyjną oraz nawiązał kontakt z jakimś ośrodkiem dyspozycyjnym w Warszawie.
W połowie 1940 zorganizowany przez niego oddział wszedł w skład WKZO, w ramach którego Garczyk stał się zastępcą dowódcy, por. Czesława Surmy. Jako dowódca Lotnego Oddziału Dywersji Bojowej Kuba przeprowadzał akcje dywersyjne w zakładach przemysłowych (podpalenia w Grudziądzu, Wrocławiu i Goslarze) oraz niszczył niemieckie magazyny i transporty wojskowe. W połowie 1941 wraz z Surmą brał udział w bliżej nieokreślonej akcji podczas której Surma uległ wypadkowi. Zagrożenie dekonspiracją spowodowała, że Surma uciekł z Poznania, natomiast Garczyk zatrudnił się jako elektryk w zakładzie Siemensa. W tym czasie podlegli mu żołnierze WKZO co najmniej trzykrotnie dokonali zatrucia paszy w wojskowych stadninach koni. Dążąc do zjednoczenia organizacji konspiracyjnych doprowadził do włączenia organizacji NOB pod dowództwem Antoniego Kopaszewskiego do WKZO zlecając jej działania sabotażowe w poznańskich Zakładach Umundurowania. Współpraca z NOB narażała jego oddział na niebezpieczeństwo dekonspiracji ze względu na zaawansowane działania Gestapo zmierzające do rozbicia organizacji. Garczyk zrealizował akcję zapewnienia dla żołnierzy NOB dokumentów umożliwiających ucieczkę do Generalnego Gubernatorstwa, których wydano 80 kompletów.

### Akcja Bollwerk
W styczniu 1942 roku na skutek doniesień o znaczeniu dla wojsk niemieckich magazynów w poznańskim porcie rzecznym, Garczyk ponownie przystąpił do realizacji uprzednio planowanej przez Surmę akcji ich zniszczenia. W magazynach miano przechowywać zimowe ubrania przeznaczonych dla żołnierzy Wehrmachtu walczących w Związku Radzieckim. Garczyk nadzorował przygotowania do akcji, jak również sformował grupę bojową do jej przeprowadzenia. Akcja przeprowadzona została 21 lutego 1942 i zakończyła się sukcesem. W marcu 1942 został zdradzony przez konfidenta, ale uratował się brawurową ucieczką i ukrywał się w Poznaniu, Grudziądzu oraz Kościanie prowadząc szeroką akcję polegającą na przerzucie zagrożonych aresztowaniem Polaków do Generalnego Gubernatorstwa.
W wyniku śledztwa Gestapo aresztowani zostali wszyscy uczestnicy akcji. Garczyk został ujęty 24 października 1942 na dworcu kolejowym w Poznaniu. Przeszedł brutalne śledztwo w tzw. Domu Żołnierza w Poznaniu i w Forcie VII, skazany przez sąd specjalny w Poznaniu (Sondergericht Posen) i stracony w  więzieniu przy ul. Młyńskiej 17 grudnia 1943.

### Upamiętnienie
Michał Garczyk upamiętniony jest na pomniku Akcji Bollwerk w Poznaniu.